# رحمت‌آباد (زرندیه)
رحمت‌آباد روستایی در دهستان حکیم‌آباد شهرستان زرندیه می‌باشد.

## مردم‌شناسی
سابقاً کاریزی سکنه و مزارع این ده را مشروب می‌ساخته که چاه‌های عمیق آنرا خشکاندند؛ زین رو، قاطبه سکنه آن به کشت غلات و پنبه و چغندر قند و دامپروری اشتغال داشته‌اند.

### جمعیت
براساس سرشماری مرکز آمار ایران، جمعیت این روستا در سال ۱۳۸۵ ۴۲۶ نفر (۱۱۲ خانوار) بوده است.